# 남성초등학교 (충남)
남성초등학교는 대한민국 충청남도 부여군 남면 회동리에 있었던 초등학교이다.

## 학교 연혁
| 1924년 | 4월 9일   | 남성공립보통학교 개교   |
| 1938년 | 4월 1일   | 남성공립심상소학교 개칭 |
| 1941년 | 4월 1일   | 남성공립국민학교 개칭   |
| 1944년 | 4월 8일   | 마정분교장 설치         |
| 1949년 | 12월 31일 | 남성국민학교로 개칭     |
| 1963년 | 7월 1일   | 금천분교장 설치         |
| 1984년 | 9월 1일   | 병설유치원 개원         |
| 1993년 | 3월 1일   | 금천국민학교 통합       |
| 1996년 | 3월 1일   | 남성초등학교로 개칭     |
| 2008년 | 3월 1일   | 홍산초등학교로 통합     |